# Littoral (regio)
Littoral (Nederlands: Kust) is een westelijk gelegen regio van Kameroen. In 2005 telde de regio van goed 20.000 vierkante kilometer bijna 2,2 miljoen inwoners. De hoofdstad Douala is ook de economische hoofdstad van Kameroen.

## Grenzen
Littoral is in het zuidwesten gelegen aan de Golf van Guinee. De regio heeft geen grenzen met 's lands buurlanden. Provinciale grenzen heeft Littoral in het noordwesten met Sud-Ouest, in het noorden met Ouest, in het oosten met Centre en in het zuidoosten met Sud.

## Departementen
De regio is verder verdeeld in vier departementen:
- Moungo
- Nkam
- Sanaga-Maritime
- Wouri

Adamaoua · Centre · Est · Extrême-Nord · Littoral · Nord · Nord-Ouest · Sud · Sud-Ouest · Ouest